# Pneumònia nosocomial
La pneumònia nosocomial (PN) o pneumònia hospitalària és qualsevol pneumònia contraguda en les 48-72 hores posteriors a ser ingressat en un hospital. Sol ser causada per una infecció bacteriana.
Després de les infeccions urinàries, aquesta és la segona causa més comuna d'infecció nosocomial, i la seva prevalença és d'un 15-20% del total. És la causa més habitual de mort entre les infeccions nosocomials, mentre que a la unitat de cures intensives és la principal causa de mort.
L'estada a l'hospital sol ser entre una i dues setmanes més llarga que pels altres pacients.